# Saison 12 de New York, police judiciaire
Chronologie
Saison 11 Saison 13
La douzième saison de New York, police judiciaire, série télévisée américaine, est constituée de vingt-quatre épisodes, diffusée du 26 septembre 2001 au 22 mai 2002 sur NBC.

## Distribution

### Acteurs principaux
- Jerry Orbach : détective Lennie Briscoe
- Jesse L. Martin : détective Ed Green
- S. Epatha Merkerson : lieutenant Anita Van Buren
- Sam Waterston : premier substitut du procureur Jack McCoy
- Elisabeth Röhm : substitut du procureur Serena Southerlyn
- Dianne Wiest : procureure Nora Lewin

## Épisodes

### Épisode 1:Qui a lâché les chiens?
- États-Unis : 26 septembre 2001 sur NBC

### Épisode 2:Héros malgré lui
- États-Unis : 3 octobre 2001 sur NBC

- États-Unis : 22,50 millions de téléspectateurs (première diffusion)

### Épisode 3:Pas de sentiments
- États-Unis : 10 octobre 2001 sur NBC

### Épisode 4:Soldat de fortune
- États-Unis : 24 octobre 2001 sur NBC

### Épisode 5:Possession
- États-Unis : 31 octobre 2001 sur NBC

### Épisode 6:La Groupie de la star
- États-Unis : 7 novembre 2001 sur NBC

### Épisode 7:Jeux d'empreintes
- États-Unis : 14 novembre 2001 sur NBC

### Épisode 8:Le Paradis perdu
- États-Unis : 21 novembre 2001 sur NBC

### Épisode 9:Le Hip-Hop en effervescence
- États-Unis : 28 novembre 2001 sur NBC

### Épisode 10:Au bout de la haine
- États-Unis : 12 décembre 2001 sur NBC

### Épisode 11:Le Faux col
- États-Unis : 9 janvier 2002 sur NBC

### Épisode 12:Une vie pour une autre
- États-Unis : 16 janvier 2002 sur NBC

### Épisode 13:Procès d'éthique
- États-Unis : 30 janvier 2002 sur NBC

### Épisode 14:Tel est pris qui croyait prendre
- États-Unis : 6 février 2002 sur NBC

### Épisode 15:La Dernière séance
- États-Unis : 27 février 2002 sur NBC

### Épisode 16:Thérapie alternative
- États-Unis : 6 mars 2002 sur NBC

### Épisode 17:L’Équipe de rêve
- États-Unis : 27 mars 2002 sur NBC

### Épisode 18:Le Bouc émissaire
- États-Unis : 3 avril 2002 sur NBC

### Épisode 19:Le Profit à tout prix
- États-Unis : 10 avril 2002 sur NBC

### Épisode 20:Camouflage
- États-Unis : 24 avril 2002 sur NBC

### Épisode 21:Jeu déloyal
- États-Unis : 1er mai 2002 sur NBC

### Épisode 22:La Défense en accusation
- États-Unis : 8 mai 2002 sur NBC

### Épisode 23:Tel père, tel fils
- États-Unis : 15 mai 2002 sur NBC

### Épisode 24:Le Patriote
- États-Unis : 22 mai 2002 sur NBC